# Diário do Aço
Diário do Aço (também conhecido pelas siglas D.A.) é um jornal diário publicado no município brasileiro de Ipatinga, interior do estado de Minas Gerais, e comercializado na Região Metropolitana do Vale do Aço.
Foi fundado em Coronel Fabriciano pelos jornalistas Marcondes Tadesco e Parajara dos Santos, naturais de Governador Valadares, no dia 16 de setembro de 1978. Desde 2006, tem Valter Antônio de Oliveira como presidente e diretor responsável e em 2008, possuía tiragem diária de cerca de 8 mil jornais, a maior do Vale do Aço.